# China Heavyweight
Pour plus de détails, voir Fiche technique et Distribution.
China Heavyweight est un film documentaire sino-canadien écrit et réalisé par Yung Chang (en) en 2012.
Il a été présenté au Festival de Sundance 2012.

## Synopsis
En 1959, l'interdiction de pratiquer la boxe en Chine est décrétée par Mao Zedong, qu'il considérait « trop occidental et trop brutal », et elle est finalement levée en 1987.
Le film traite du parcours du coach Qi Moxiang et du producteur Zhao Zhong qui parcourent le pays pour trouver des nouvelles recrues dans la province du Sichuan qui seront entraînées vers une possible carrière professionnelle ou olympique.

## Fiche technique
- Titre : China Heavyweight
- Titre alternatif en chinois :  千錘百煉
- Réalisation : Yung Chang (en)
- Scénario : Yung Chang (en)
- Production : Bob Moore, Peter Wintonick, Han Yi et Zhao Qi
- Photographie : Sun Shaoguang
- Musique : Olivier Alary et Johannes Malfatti
- Genre : film documentaire
- Langue : chinois
- Durée : 90 minutes
- Pays d'origine : Chine, Canada
- Dates de sortie :
  -  Festival de Sundance 2012 : 20 janvier 2012

## Distribution
- Qi Moxiang
- He Zongli
- Miao Yunfei
- Zhao Zhong